# Post-it
Um post-it (ou nota adesiva) é um pequeno pedaço de papel com uma tira de cola re-adesiva no verso, feito para anexar notas temporariamente a documentos e outras superfícies. Um adesivo sensível à pressão de baixa aderência permite que as notas sejam facilmente anexadas, removidas e até recolocadas em outro lugar sem deixar resíduos. Originalmente pequenos quadrados amarelos, os post-its e produtos relacionados estão disponíveis em várias cores, formas, tamanhos e capacidades adesivas. Até 2019, existem pelo menos 26 cores documentadas de post-its.
Embora a patente da 3M tenha expirado em 1997, "Post-it" e a cor amarela característica das notas originais continuam sendo marcas registradas da empresa, com termos como "notas reposicionáveis" usadas para ofertas semelhantes fabricadas por concorrentes. Embora o uso da marca registrada 'Post-it' em um sentido representativo se refira a qualquer nota adesiva, nenhuma autoridade legal jamais considerou a marca registrada como genérica.

## História

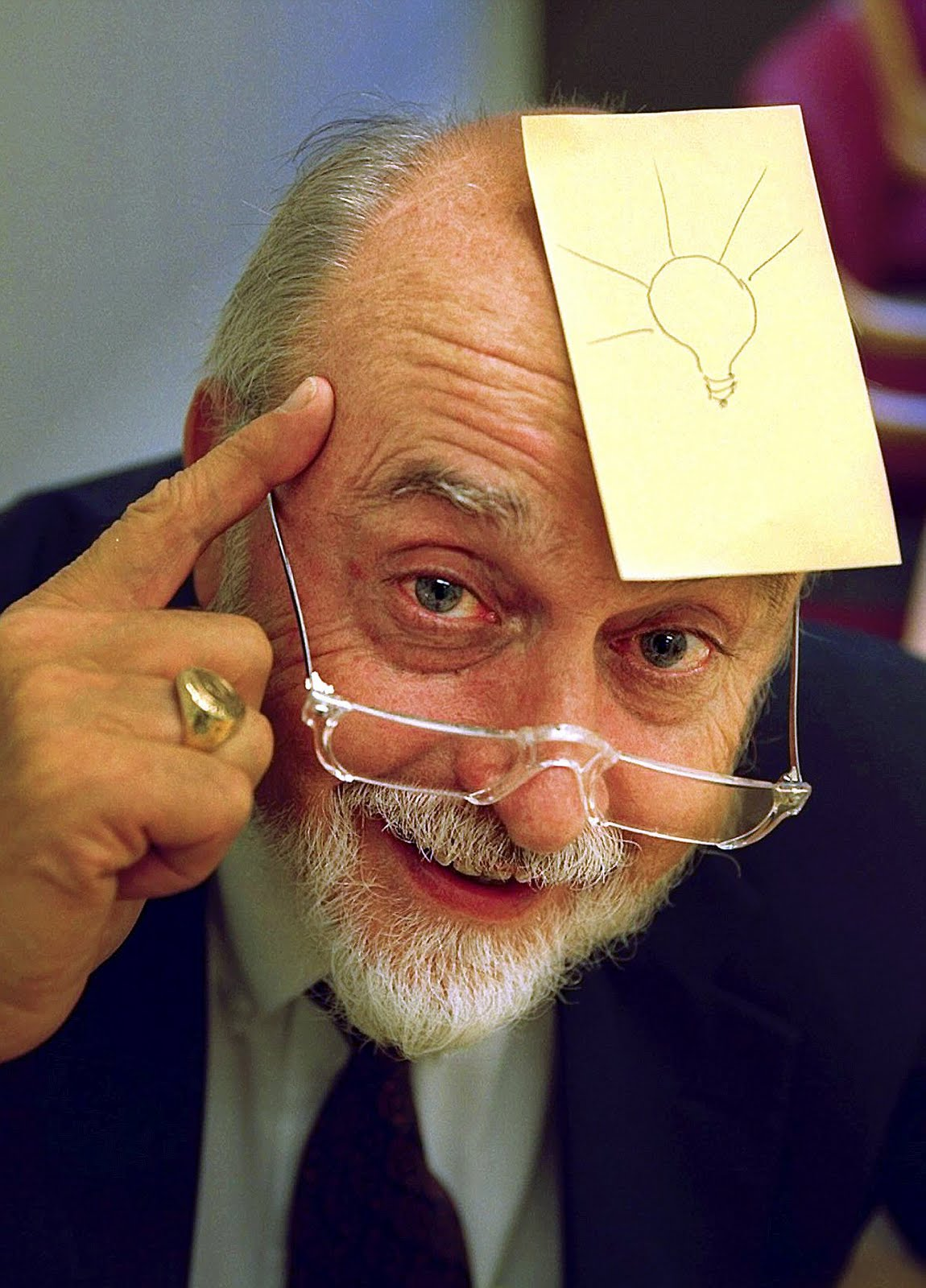
Arthur Fry com um post-it na cabeça

Em 1968, Spencer Silver, um cientista da 3M nos Estados Unidos, tentou desenvolver um adesivo super forte. Em vez disso, ele acidentalmente criou um adesivo sensível à pressão "low-tack", reutilizável. Por cinco anos, Silver promoveu sua "solução sem problemas" dentro da 3M tanto informalmente quanto por meio de seminários, mas não conseguiu ganhar adeptos. Em 1974, um colega que havia participado de um de seus seminários, Art Fry, teve a ideia de usar o adesivo para ancorar seu marcador em seu hinário. Fry então utilizou a política de "bootlegging permitido" da 3M para desenvolver a ideia. A cor amarelo-pálido das notas originais foi escolhida por acaso, a partir da cor do papel de rascunho usado pelo laboratório ao lado da equipe do Post-It.

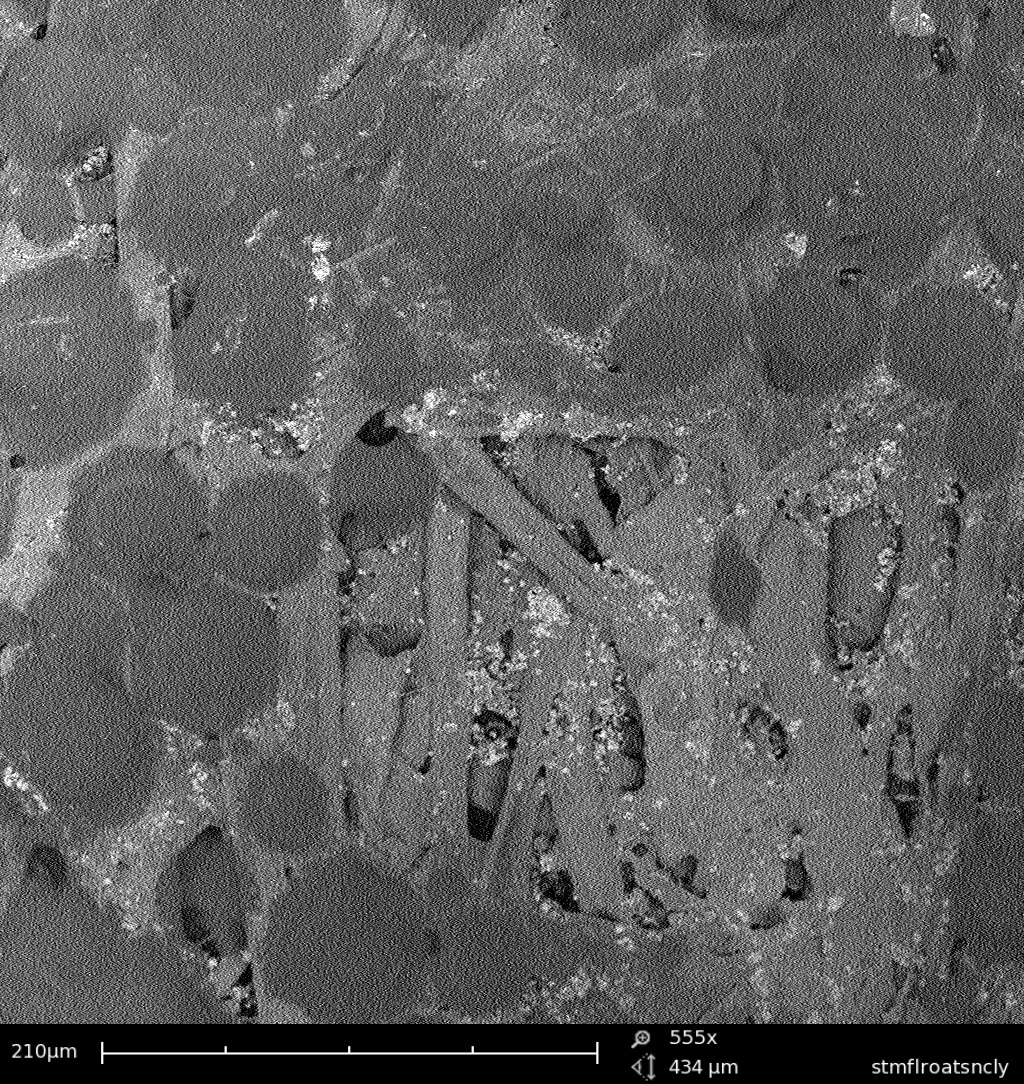
O lado adesivo de um post-it, ampliado 555 vezes em um microscópio eletrônico de varredura

A 3M fez um lançamento teste do produto como "Press 'n Peel" em lojas em quatro cidades em 1977, mas os resultados foram decepcionantes. Um ano depois, a 3M deu amostras grátis para consumidores em Boise, Idaho, com 94% dos que experimentaram indicando que comprariam o produto. O produto foi vendido como "Post-Its" em sua introdução em 1979, e foi lançado nos Estados Unidos em 6 de abril de 1980. No ano seguinte, eles foram lançados no Canadá e Europa.
Em 2003, a empresa lançou o "Post-it Brand Super Sticky Notes", com uma cola mais forte que adere melhor a superfícies verticais e não lisas.
Até a patente da 3M expirar na década de 1990, as notas tipo Post-it eram produzidas apenas na fábrica da empresa em Cynthiana, Kentucky.
Em 2018, a 3M lançou o "Post-It Extreme Notes", que são mais duráveis e resistentes à água e que aderem à madeira e outros materiais em ambientes industriais.

### Reivindicações concorrentes
Alan Amron afirmou ter sido o inventor real em 1973 que divulgou a tecnologia Post-it para a 3M em 1974. Seu processo de 1997 contra a 3M foi resolvido com um pagamento da 3M para Amron. Como parte do acordo, a Amron concordou em não fazer reclamações futuras contra a empresa, a menos que o acordo fosse violado. No entanto, em 2016, ele abriu um novo processo contra a 3M, afirmando que a 3M estava alegando erroneamente ser a inventora e pedindo quatrocentos milhões de dólares em danos. Em uma audiência preliminar, um juiz federal ordenou que as partes se submetessem à mediação. A ação foi posteriormente arquivada, mantendo o acordo anterior de 1998.
Em julho de 2016, um ex-funcionário do departamento de marketing da 3M, Daniel Dassow, admitiu que em 1974 Alan Amron havia divulgado sua invenção de notas adesivas Press-on para a 3M.